# کورنیت دیجیتال
کورنیت دیجیتال (انگلیسی: Kornit Digital) شرکت فناوری اطلاعات اسرائیلی است، که در سال ۲۰۰۲ تأسیس شد.